# Sá (Monção)
Sá ist ein Ort und eine ehemalige Gemeinde (Freguesia) im nordportugiesischen Kreis Monção. Die Gemeinde hatte 200 Einwohner (Stand 30. Juni 2011).
Am 29. September 2013 wurden die Gemeinden Sá, Messegães und Valadares zur neuen Gemeinde União das Freguesias de Messegães, Valadares e Sá zusammengeschlossen.